# 한국방송개발원
한국방송개발원은 대한민국 방송 문화의 발전을 위한 연구개발 기구이다.

## 개요
한국방송개발원은 1989년 4월 6일 발족했다. 방송개발원은 방송위원회에서 설립을 추진한 기구로서 1988년 9월 방송의 당면과제를 연구하기 위해 3개 연구위원회를 설치했는데 그 중 프로그램 향상 연구위원회에서 최초의 설립안이 제시됐다. 이 제안을 받아들인 위원회는 1988년 12월 개발원 설립을 위한 설립추진위원회를 구성하고 설립에 드는 예산을 공익자금으로 충당하기로 의결했다. 방송개발원의 주요기능은 프로그램의 개발 지원, 방송 인력 개발, 자료 수집 및 활용으로 첫째, 프로그램 개발 지원에 있어서는 실험용 스튜디오를 현업에서 사용하여 파일럿 프로그램을 제작해 보도록 함으로써 질좋은 프로그램이 제작될 수 있도록 하는 것이다. 둘째, 방송 인력개발은 그 대상이 주로 PD, 기술인, 작가, 스크립터, 미술인 등이 될 것인데 이들의 전문성 제고에 초점을 둔다. 셋째는 자료 보관 및 이용이다. 우리나라의 방송사에서도 각 사별로 자료실을 운용하고 있지만 개발원에서는 프로그램의 개발을 위한 국내외 자료 등을 지속적으로 수집해 과학적인 관리를 목표로 갖고 있다. 지나간 자료들을 체계적으로 보관 분류해 이용의 효율화를 기하는 것 이외에 구입이 어려운 외국의 자료들을 조사, 확보해 우리 방송의 국제화에 기여한다는 것이다.